# Stanisław Nahorski (oficer marynarki)
Stanisław Michał Nahorski (ur. 24 września 1897 w Petersburgu, zm. 13 listopada 1969 w Londynie) – polski wojskowy, oficer Marynarki Wojennej, uczestnik wojny polsko-bolszewickiej, w okresie II wojny światowej dowódca niszczycieli „Burza” i „Błyskawica”, po jej zakończeniu na emigracji. Kawaler Orderu Virtuti Militari.

## Życiorys
Stanisław Nahorski był synem Józefa i Zofii z Bergmanów. Był bratem Michała Nahorskiego, znanego motocyklisty, porucznika Wojska Polskiego, więźnia Oflagu Woldenberg, a także powojennego wielokrotnego Mistrza Polski. Ukończył w 1914 roku szkołę handlową, a następnie wstąpił do Morskiego Korpusu Kadetów w Petersburgu. W 1916 w stopniu miczmana, rozpoczął służbę na poławiaczach min Floty Oceanu Lodowatego. Następnie był oficerem na kanonierce „Ludmiła”, a po demobilizacji w styczniu 1918 na lodołamaczu „Siedow”. W 1919 za pośrednictwem Misji Polskiej w Archangielsku, wyjechał do Francji, do Armii Hallera. Od 15 czerwca 1919 był oficerem w 14 baterii 3 pułku artylerii. Do Polski przybył jako oficer artylerii. W stopniu porucznika marynarki i otrzymał przydział do Flotylli Pińskiej. W wojnie polsko-bolszewickiej dowodził baterią artylerii nadbrzeżnej u ujścia Prypeci, zdobycznym statkiem „Tatiana”, a następnie między innymi III Dywizjonem Statków Opancerzonych Flotylli Wiślanej. Za dowodzenie tym dywizjonem został odznaczony Krzyżem Srebrnym Orderu Wojskowego Virtuti Militari.
Od 1922 służył na morzu, najpierw jako I oficer na kanonierce „Generał Haller”, następnie dowódca trałowców „Rybitwa” i „Czajka” oraz torpedowca „Mazur” i „Generała Hallera”. Służył także ponownie we Flotylli Pińskiej. 1 sierpnia 1924 roku otrzymał awans do stopnia kapitana marynarki. W 1928 był zweryfikowany z lokatą 1. Do 1928 jako zastępca dowódcy ORP „Bałtyk”, a od marca 1929 do kwietnia 1930 oficerem nawigacyjnym ORP „Wilia”. 
W latach 30. dowodził torpedowcem „Krakowiak” i żaglowcem szkolnym „Iskra” (awansując do stopnia komandora podporucznika), dywizjonem minowców, a od 31 grudnia 1937 niszczycielem „Burza”. 30 sierpnia 1939 wykonując Plan Peking, odpłynął „Burzą” do Wielkiej Brytanii. Od 16 grudnia 1939 do 15 lutego 1940 pełnił równocześnie obowiązki dowódcy dywizjonu kontrtorpedowców. 16 lutego objął dowodzenie „Błyskawicą”, na jej pokładzie uczestniczył w kampanii norweskiej, następnie zszedł z okrętu ze względu na zły stan zdrowia.
Został wysłany na urlop, a we wrześniu 1940 został przeniesiony do rezerwowej grupy oficerów. Od maja 1941 pozostawał w dyspozycji szefa Kierownictwa Marynarki Wojennej, 24 czerwca został kierownikiem sekcji Samodzielnego Referatu Informacyjnego KMW. Był także członkiem Sądu Honorowego dla oficerów sztabowych Marynarki Wojennej. Od września 1942 pełnił funkcję szefa Komendy Uzupełnień Floty, od sierpnia 1944 komendanta Komendy Morskiej „Południe”. W 1945 awansował do stopnia komandora. Po demobilizacji pozostał w Wielkiej Brytanii. Zmarł w 1969 roku w Londynie i został pochowany na Streatham Park Cemetery.
Nosił przezwisko „Kamyczek”.

## Ordery i odznaczenia
- Krzyż Srebrny Orderu Wojskowego Virtuti Militari nr 3115[1] (1921)[2]
- Krzyż Walecznych (dwukrotnie)[1]
- Srebrny Krzyż Zasługi (19 marca 1935)[1][3]
- Distinguished Service Order (Wielka Brytania)
- Medal międzysojuszniczy „Médaille Interalliée”